# Jubilee (album Sex Pistols)
Jubilee – album kompilacyjny brytyjskiego zespołu punk-rockowegoSex Pistols, wydany 3 czerwca 2002 roku z okazji 25 rocznicy fonograficznego debiutu (jak również Złotego Jubileuszu panowania brytyjskiej królowej Elżbiety II). Zawiera najbardziej znane utwory grupy, jak również piosenki nagrane przez Sida Viciousa.

## Lista utworów
1. "God Save the Queen" - 3:19
2. "Anarchy in the U.K." - 3:31
3. "Pretty Vacant" - 3:16
4. "Holidays in the Sun" - 3:20
5. "No One is Innocent" - 3:01
6. "My Way" (Sid Vicious) - 4:05
7. "Something Else"(Sid Vicious) - 2:10
8. "Friggin' in the Riggin'" - 3:34
9. "Silly Thing" (wersja singlowa) - 2:48
10. "C'mon Everybody"(Sid Vicious) - 1:56
11. "The Great Rock 'N' Roll Swindle" - 4:16
12. "(I'm Not Your) Stepping Stone" - 3:06
13. "Pretty Vacant" (na żywo z trasy koncertowej z 1996 roku) - 3:36
14. "EMI (Unlimited Edition)" - 3:09